# Bisdom Nantes

Het bisdom Nantes binnen Frankrijk

Het rooms-katholieke bisdom Nantes (Latijn: Dioecesis Nannetensis; Frans: Diocèse de Nantes; Bretoens: Eskopti Naoned) is een bisdom van de Latijnse ritus van de Rooms-Katholieke Kerk in Nantes, Frankrijk. Het bisdom bestaat uit het departement Loire-Atlantique en bestaat al sinds de 4e eeuw. Het is nu een suffragaan van het aartsbisdom Rennes, Dol en Saint-Malo, nadat het eerder een suffragaan was van het aartsbisdom Tours. De zetel van dit bisdom is de Kathedraal van Nantes.
Rennes (aartsbisdom) · Angers · Laval · Le Mans · Luçon · Nantes · Quimper · Saint-Brieuc · Vannes